# Стефан (Попович з Медики)
Стефа́н (Попович з Медики; нар. ? — пом. між 1678 і 1695 роками) — український живописець другої половини XVII століття.
Жив і працював у Дрогобичі, де мав майстерню. У 1651—1678 роках керував роботами по розпису у церкві святого Юра; виконав ікони для іконостаса цієї ж церкви («Акафіст богоматері», 1659; «Святий Георгій», 1662; «Богоматір», «Христос», обидві — 1663; «Деісус», «Празники», 1666—1667). 
Для каплиці Різдва Іоанна Предтечі Воздвиженської церкви створив ікони («Богоматір», 1661; «Христос», «Іоанн Златоуст», 1664; «Різдво Іоанна Предтечі», 1669; розписи «Житіє Марії Єгипетської», 1675). Над поновленням його ікон «Христос» і «Богоматір» в 1694 році працював його син Іван Маляр.